# 590'erne f.Kr.
Århundreder: 7. århundrede f.Kr. – 6. århundrede f.Kr. – 5. århundrede f.Kr.
Årtier: 640'erne f.Kr. 630'erne f.Kr. 620'erne f.Kr. 610'erne f.Kr. 600'erne f.Kr. – 590'erne f.Kr. – 580'erne f.Kr. 570'erne f.Kr. 560'erne f.Kr. 550'erne f.Kr. 540'erne f.Kr.
År: 599 f.Kr. 598 f.Kr. 597 f.Kr. 596 f.Kr. 595 f.Kr. 594 f.Kr. 593 f.Kr. 592 f.Kr. 591 f.Kr. 590 f.Kr.